# Condado de Claiborne (Tennessee)
El condado de Claiborne (en inglés: Claiborne County, Tennessee), fundado en 1801, es uno de los 95 condados del estado estadounidense de Tennessee. En el año 2000 tenía una población de 29.862 habitantes con una densidad poblacional de 27 personas por km². La sede del condado es Tazewell.

## Geografía
Según la Oficina del Censo, el condado tiene un área total de 1144 km² (441,7 mi²), de la cual 1125 km² (434,4 mi²) es tierra y 19 km² (7,3 mi²) es agua.

### Condados adyacentes
- Condado de Bell norte
- Condado de Lee noreste
- Condado de Hancock este
- Condado de Grainger sureste
- Condado de Union suroeste
- Condado de Campbell oeste
- Condado de Whitley noroeste

## Demografía
En el 2000 la renta per cápita promedia del condado era de $25 782, y el ingreso promedio para una familia era de $31 234. El ingreso per cápita para el condado era de $13 032. En 2000 los hombres tenían un ingreso per cápita de $26 280 contra $19,951 para las mujeres. Alrededor del 22,60% de la población estaba bajo el umbral de pobreza nacional.

## Lugares

### Ciudades y pueblos
- Cumberland Gap
- Harrogate
- New Tazewell
- Tazewell

### Comunidades no incorporadas
- Arthur
- Clairfield
- Eagan
- Little Sycamore
- Lone Mountain
- Pruden
- Shawanee
- Speedwell